# Pseudoluperus fulgidus
Pseudoluperus fulgidus är en skalbaggsart som beskrevs av Wilcox 1965. Pseudoluperus fulgidus ingår i släktet Pseudoluperus och familjen bladbaggar. Inga underarter finns listade i Catalogue of Life.